# La Lantejuela
La Lantejuela är en ort i Spanien.   Den ligger i provinsen Provincia de Sevilla och regionen Andalusien, i den södra delen av landet, 400 km söder om huvudstaden Madrid. La Lantejuela ligger 156 meter över havet och antalet invånare är 3 792.
Terrängen runt La Lantejuela är platt, och sluttar västerut. Runt La Lantejuela är det ganska glesbefolkat, med 27 invånare per kvadratkilometer. Närmaste större samhälle är Osuna, 16,8 km sydost om La Lantejuela. Trakten runt La Lantejuela består till största delen av jordbruksmark.